# Elaeocarpus graeffei
Elaeocarpus graeffei là một loài thực vật có hoa trong họ Côm. Loài này được Seem. mô tả khoa học đầu tiên năm 1864.